# Gunnhild Øyehaug
Gunnhild Øyehaug (Volda, 9 de gener de 1975) és una escriptora, poeta i acadèmica noruega que debutà amb Slaven av blåbæret al 1998; ha publicat en diversos gèneres com la novel·la, conte, poesia i assaig. El 2009 rebé el Premi Dobloug de l'Acadèmia Sueca.

## Obres
- Slaven av blåbæret – poemes (1998). ISBN 8252150861
- Knutar – contes (2004). ISBN 8202239966
- Stol og ekstase – assaig i històries curtes (2006). ISBN 9788202258962
- Vente, blinke: eit perfekt bilete av eit personleg indre – assaig (2008). ISBN 9788205385726
- Undis Brekke – novel·la (2014). ISBN 9788205457713

1. ↑  «Gunnhild Øyehaug» (en noruec).   Store norske leksikon. [Consulta: 3 abril 2016].
2. ↑  «Doblougska priset» (en noruego).   Svenska Akademiens, 26-05-2009. [Consulta: 2 abril 2016].